# SMS V 75
SMS V 75 – niemiecki niszczyciel z okresu I wojny światowej, dziewiąta jednostka typu V 67. Okręt wyposażony był w trzy kotły parowe opalane ropą, a zapas paliwa wynosił 306 ton. Zatonął na minie w Zatoce Fińskiej 10 listopada 1916 roku.
Wchodził w skład X Flotylli. Zatonął na rosyjskiej zagrodzie minowej w Zatoce Fińskiej 10 listopada 1916 roku o 22.04, na pozycji 59°23′N 22°30′E/59,383333 22,500000. Zginęły trzy osoby załogi. Na tej samej zagrodzie w nocy 10/11 listopada zatonęło sześć innych niszczycieli flotylli (S 57, S 58, S 59, V 72, V 76, G 90).